# 安德鲁·法伊
安德鲁·阿尔图洛·费伊（英語：Andrew Alturo Fahie，1970年8月7日—）是英属维尔京群岛政治人物，自2019年2月26日起担任英属维尔京群岛总理。 他还是英屬維爾京群島维尔京群岛党的主席。 
2022年4月28日，安德鲁·费伊在美国迈阿密因涉嫌贩毒和洗钱而被捕。 同年5月5日，代理总理纳塔略·惠特利就其被捕一事提出不信任动议，获当地议会一致通过。法伊被罷免總理一職，但留任下議院第一區議員直至2022年11月。2024年他因密謀進口五公斤以上可卡因、密謀洗錢、企圖洗錢以及為敲詐勒索而出國旅行被起訴，2月8日，他被認定犯有所有指控的罪名。同年8月5日依據聯邦法律，被美國佛羅里達南區聯邦地區法院判處135個月的監禁。